# Yōnosuke Natori
Yōnosuke Natori (* 3. September 1910 in Tokio; † 23. November 1962 in Tokio) war ein japanischer Fotograf und Redakteur.

## Leben
Yōnosuke Natori wurde als dritter Sohn des bekannten Unternehmers und Politikers Wasaku Natori in Tokio geboren. Er studierte wie sein Vater an der renommierten Keiō-Universität, musste sein Studium jedoch wegen ungenügender Leistung vorzeitig beenden. Daraufhin führte er in München seine Ausbildung anderweitig fort. Er studierte bei dem bekannten Designer und Graphiker Sigmund von Weech an der Kunstgewerbe-Hochschule in München und stellte die Weichen für seinen beruflichen Werdegang im Bereich Fotojournalismus. In München heiratete er die neun Jahre ältere, deutsche Designerin Erna Mecklenburg, die ihn in die professionelle Szene der deutschen Fotografie einführte.
1931 stellte ihn der Ullstein Verlag als Fotograf an und entsandte ihn in die Mandschurei zur Berichterstattung über den Mukden-Zwischenfall. Anschließend kehrte er als Sonderkorrespondent zurück in sein japanisches Heimatland, verlor diesen Posten jedoch mit Hitlers Machtübernahme 1933.
Gemeinsam mit dem Fotografen Kimura Ihei, dem Filmschaffenden Okada Sozo und weiteren Kreativen gründete Natori die Kunstgruppe Nihon Kōbō (日本工房) und nach deren Auflösung anschließend das Magazin Nippon (日本) im Sinne von Okakura Tenshin. Er verschaffte sich die Position als einer der bis heute bekannten japanischen Fotografen der Moderne.
1936 reiste Natori zu den Olympischen Spielen nach Berlin und weiter nach Amerika. Dort wurden einige seiner Fotografien im Life Magazine abgedruckt, so dass er 1937 schließlich der erste japanische Fotograf wurde, der vertraglich für das Life Magazine fotografierte. Anschließend kehrte er wieder nach Japan zurück, wo er an der Gründung weiterer Zeitschriften beteiligt war.
Natori starb am 23. November 1962 in Tokio.

## Bücher und Werke
- Grosses Japan. Berlin: Karl Specht, 1937.
- Iwanami Shashin Bunko (岩波写真文庫). Tokyo: Iwanami.
  - 5. Amerika-jin (アメリカ人). 1950.
  - 6. Amerika (アメリカ). 1950.
  - 8. Shashin (写真). 1950.
  - 144. Nagano-ken: Shin-fudoki (長野県：新風土記). 1955.
  - 150. Wakayama-ken: Shin-fudoki (和歌山県：新風土記). 1955.
  - 153. Ōita-ken: Shin-fudoki (大分県：新風土記). 1955.
  - 156. Kanagawa-ken: Shin-fudoki (神奈川県：新風土記). 1955.
  - 164. Ehime-ken: Shin-fudoki (愛媛県：新風土記). 1955.
  - 170. Shiga-ken: Shin-fudoki (滋賀県：新風土記). 1955.
  - 173. Chiba-ken: Shin-fudoki (千葉県：新風土記). 1955.
  - 234. Okayama-ken: Shin-fudoki (岡山県：新風土記). 1957.
- Atarashii shashinjutsu (新しい写真術). Foto Raiburarī 3. Tokyo: Keiyūsha, 1955.
- Sunappu (スナップ). Asahi Camera Kōza. Tokyo: Asahi Shinbunsha, 1956.
- Kumi shashin no tsukurikata (組写真の作り方). Tokyo: Keiyūsha, 1956.
- Bakusekizan sekkuri (麦積山石窟). Tokyo: Iwanami, 1957.
- Romanesuku: Seiyōbi no shigen (ロマネスク：西洋美の始源). Tokyo: Keiyūsha, 1962.
- Ningen dōbutsu mon'yō: Romanesuku bijutsu to sono shūhen (人間動物文様：ロマネスク美術とその周辺). Tokyo: Keiyūsha, 1963.
- Shashin no yomikata (写真の読みかた). Iwanami Shinsho. Tokyo: Iwanami, 1973.
- Natori Yōnosuke no shigoto: Dainihon (名取洋之助の仕事＝大日本). Tokyo: Seibu Bijutsukan, 1978.
- Amerika 1937 (アメリカ1937). Tokyo: Kōdansha, 1992. ISBN 4-06-205689-5.
- Natori Yōnosuke (名取洋之助). Nihon no Shashinka. Tokyo: Iwanami, 1998. ISBN 4-00-008358-9.
- Doitsu 1936-nen (ドイツ・1936年). Tokyo: Iwanami, 2006. ISBN 4-00-008083-0.

## Bücher über Yōnosuke Natori
- Saho, Mieko (佐保美枝子): Leben – Wie großartig! Antworten von Miwa Natori zur Beschaffenheit des Glückes (生きるって素敵なこと！名取美和が問いかける 幸せのかたち), Kodansha Verlag, 2009. ISBN 4-06-212096-8.